# Hrabstwo East Gippsland

Hrabstwo East Gippsland na mapie stanu Wiktoria

Hrabstwo East Gippsland (ang. Shire of East Gippsland) – obszar samorządu lokalnego (ang. local government area) położony we wschodniej części stanu Wiktoria. Samorząd powstał w wyniku stanowej reformy samorządowej w 1994 roku z połączenia następujących jednostek: City of Bairnsdale oraz hrabstw Bairnsdale, Omeo, Orbost, Tambo i z części Rosedale.   
Powierzchnia samorządu wynosi 20931 km² i liczy 41361 mieszkańców (dane z 2006 roku). 
Rada samorządu zlokalizowana jest w mieście Bairnsdale, złożona jest z siedmiu członków.  
W celu identyfikacji samorządu Australian Bureau of Statistics wprowadziło czterocyfrowy kod dla hrabstwa East Gippsland – 2110. Dodatkowo obszar podzielony jest na cztery lokalne obszary statystyczne (ang. statistical local area).